# Хиероним (син на Карл Мартел)
Хиероним (на латински: Hieronymus; на френски: Jérôme; * ок. 720, † след 782) е франкски граф на Вермандоа, абат на манастир Сен-Квентин в Пикардия.

## Биография
Той е извънбрачен син на франкския майордом Карл Мартел (685 – 741) и конкубината му Руодхайд. Брат е на Бернхард и Ремигий.
Той учи в манастир и на 9 години преписва биографията на прапрадядо си Арнулф от Мец. Полубрат му майордом Пипин III го прави граф.
През 754 г. Хиероним прудружава от Париж римския папа Стефан II, където той на 28 юли 754 г. коронова Пипин за крал. През 775 г. Хиероним присъства на кралското събрание, което крал Карл Велики провежда в Тионвил.

## Фамилия
Първи брак: с Ирментруда, племеница на Фулрад († 784), абат на Сен-Дени. Те имат децата:
- Одуан
- Фулрад († 826), абат на Сен-Квентин (871), абат на Лоб (823)
- дъщеря. Нейният син е Рамерик († 823), абат на Лоб

Втори брак: с Eрхесвинда. Възможно, тя е потомка на вестготския крал Рекаред I. Деца:
- Фолквин († 855), епископ на Теруан, светия
- вероятно Рихарда (Рикарда), съпруг: Нитхард, баща на свети Ангилберт († 814), абат на Сен-Рикер и ръководител на придворната капела на Карл Велики
- вероятно Рихард I († сл. 795), граф на Руан 787. По реконструкция на Сетипани, Рихард I е родоначалник на династията Бивиниди